# Школьный (остров)
Школьный (фин. Huunolansaari) — остров в северо-восточной части Финского залива Балтийского моря вблизи Выборгского залива. Остров является популярным местом отдыха.
Постоянного населения на острове нет, ближайший населённый пункт — поселок городского типа Советский.

## Топографические карты
- Лист карты P-35-129,130 Приморск. Масштаб: 1 : 100 000. Указать дату выпуска/состояния местности.